# رمز اللغة
رمز اللغة هو رمز يعين الأحرف أو الأرقام كمعرّفات أو مصنّفات للّغة. يمكن استخدام هذه الرموز لتنظيم مجموعات المكتبة ،أو العروض التقديمية للبيانات، واختيار التعريب والترجمات الصحيحة في الحوسبة         
و كأسماء مختصرة لمصطلحات اللّغة الطويلة. 
|
مخططات رموز اللغّة تحاول تصنيف العالم المعقّد للّغة البشريّة واللهجات والمتغيّرات. معظم المخططات تقدّم بعض التنازلات بين كونها عامة وكونها كاملة بما فيه الكفاية، لدعم لهجات معيّنة.على سبيل المثال، 
معظم النّاس في أمريكا الوسطى وأمريكا الجنوبية يتحدّثون الإسبانية ، ستكون اللّغة الإسبانية المستخدمة في المكسيك مختلفة قليلًا عن اللّغة الإسبانية المستخدمة في بيرو. المناطق المختلفة من المكسيك سيكون لها لهجات محليّة مختلفة للّغة الإسبانية. مخطط اللّغة قد يقوم بتجميع هذه المجموعة كلّها كلغة إسبانية لاختيار مخطط لوحة المفاتيح، معظمها كلغة إسبانية للاستخدام العام أو فصل كل لهجة لتّعريف الخاص بكل منطقة.